# Kamil Dragun
Kamil Dragun (Gorzów Wielkopolski, 25 giugno 1995) è uno scacchista polacco.
Ha ottenuto il titolo di Grande Maestro in gennaio 2013.
Tra i suoi principali risultati:
- 2009 –  vince a Fermo il campionato europeo giovanile U14;
- 2010 –  vince a Porto Carras il campionato del mondo giovanile U16;[2]
- 2012 –  vince a Pardubice l'oro individuale e di squadra nel campionato europeo a squadre U18;
- 2013 –  vince a Maribor l'oro individuale e di squadra nel campionato europeo a squadre U18;
- 2014 –  pari primo a Londra con Bai Jinshi nel "London Chess Classic", con 7½/9;[3]
- 2019 –  vince a Varsavia il 76º campionato polacco.

Ha raggiunto il suo massimo rating FIDE in agosto 2017, con 2625 punti.